# Мар'янка
Мар'я́нка — село в Україні, у Синельниківському районі Дніпропетровської області. Входить до складу Української селищної громади Населення становить 197 осіб. Орган місцевого самоврядування — Українська сільська рада.

## Історія
12 червня 2020 року, відповідно до розпорядження Кабінету Міністрів України № 709-р від «Про визначення адміністративних центрів та затвердження територій територіальних громад Дніпропетровської області», увійшло до складу Української селищної громади.
19 липня 2020 року, в результаті адміністративно-територіальної реформи та ліквідації  Петропавлівського району, село увійшло до складу новоутвореного Синельниківського району.

## Географія
Село Мар'янка знаходиться на правому березі річки Сухий Бичок, нижче за течією на відстані 4 км розташоване село Новохорошевське, на протилежному березі — село Полтавське. Річка в цьому місці пересихає, на ній зроблено кілька загат.